# Station Quincieux
Station Quincieux is een spoorwegstation in de Franse gemeente Quincieux.